# Münster Schwarzach

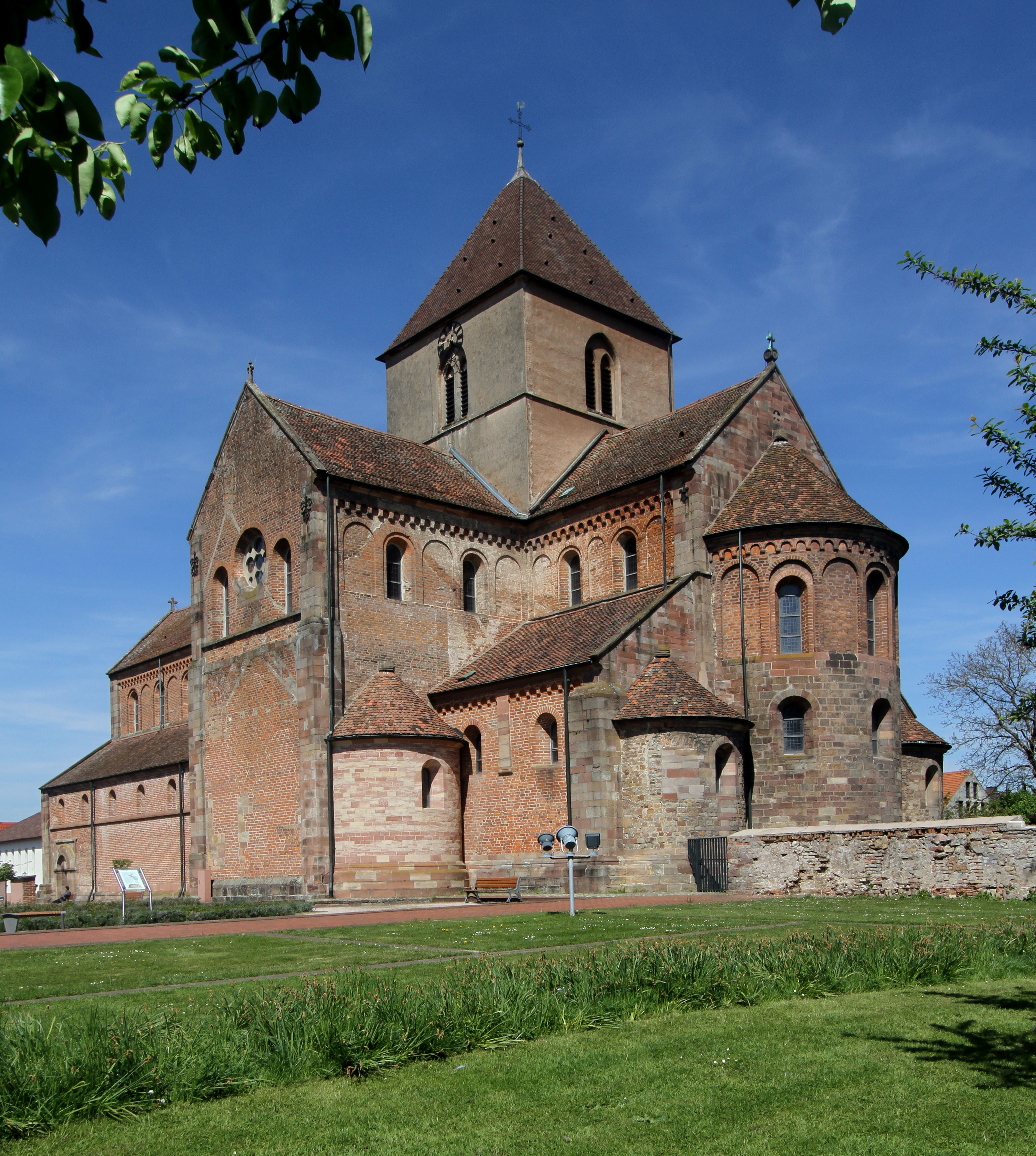
Münster Schwarzach von Südost

Das Münster Schwarzach im Ortsteil Schwarzach der Gemeinde Rheinmünster (Landkreis Rastatt in Baden-Württemberg) ist die 826 erstmals urkundlich erwähnte Kirche St. Peter und Paul der ehemaligen Benediktinerabtei Schwarzach. Das romanische Münster in Schwarzach ist nicht zu verwechseln mit der Benediktinerabtei Münsterschwarzach in Bayern.

## Geschichte des Klosters

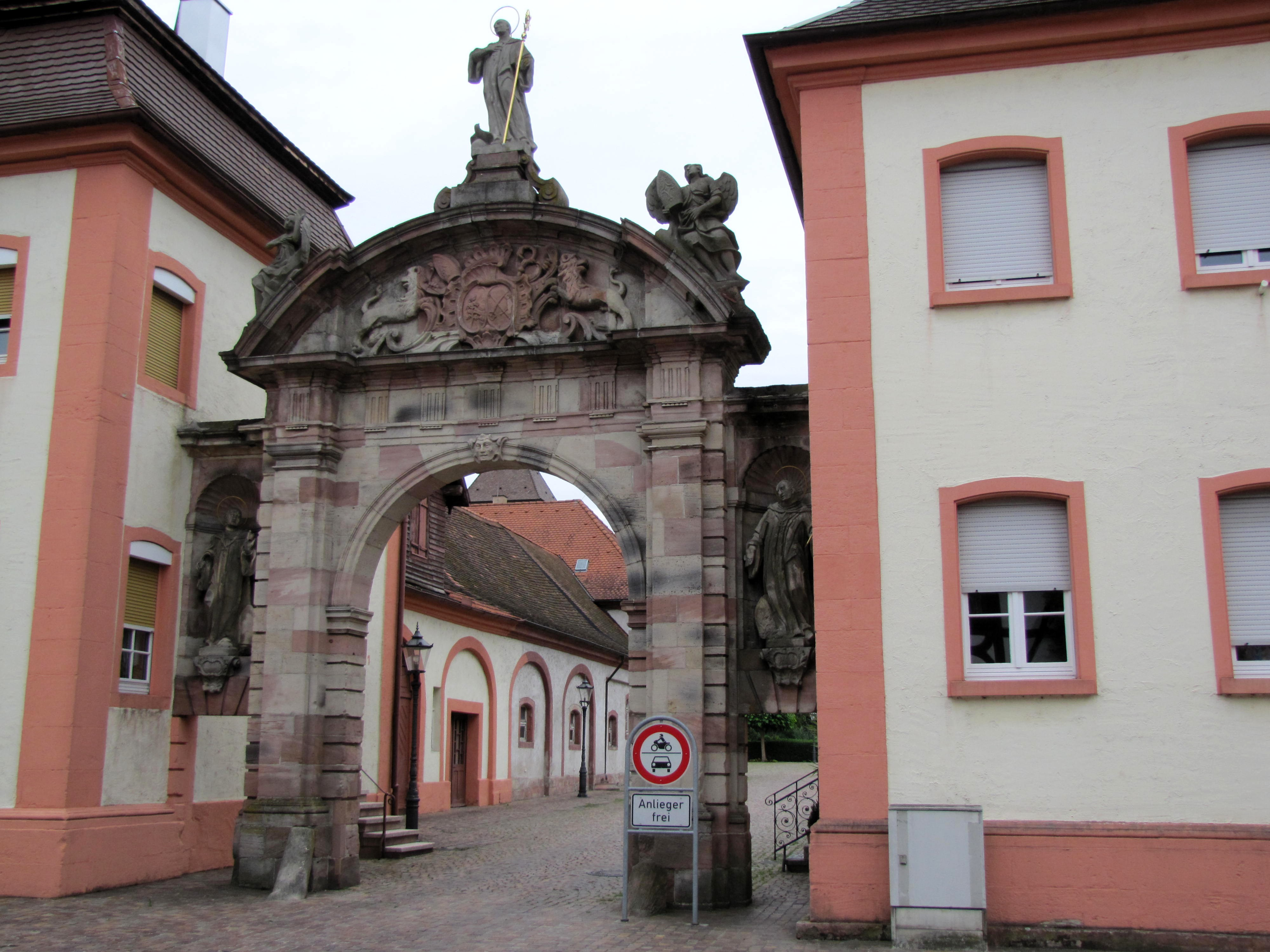
Das barocke Klostertor

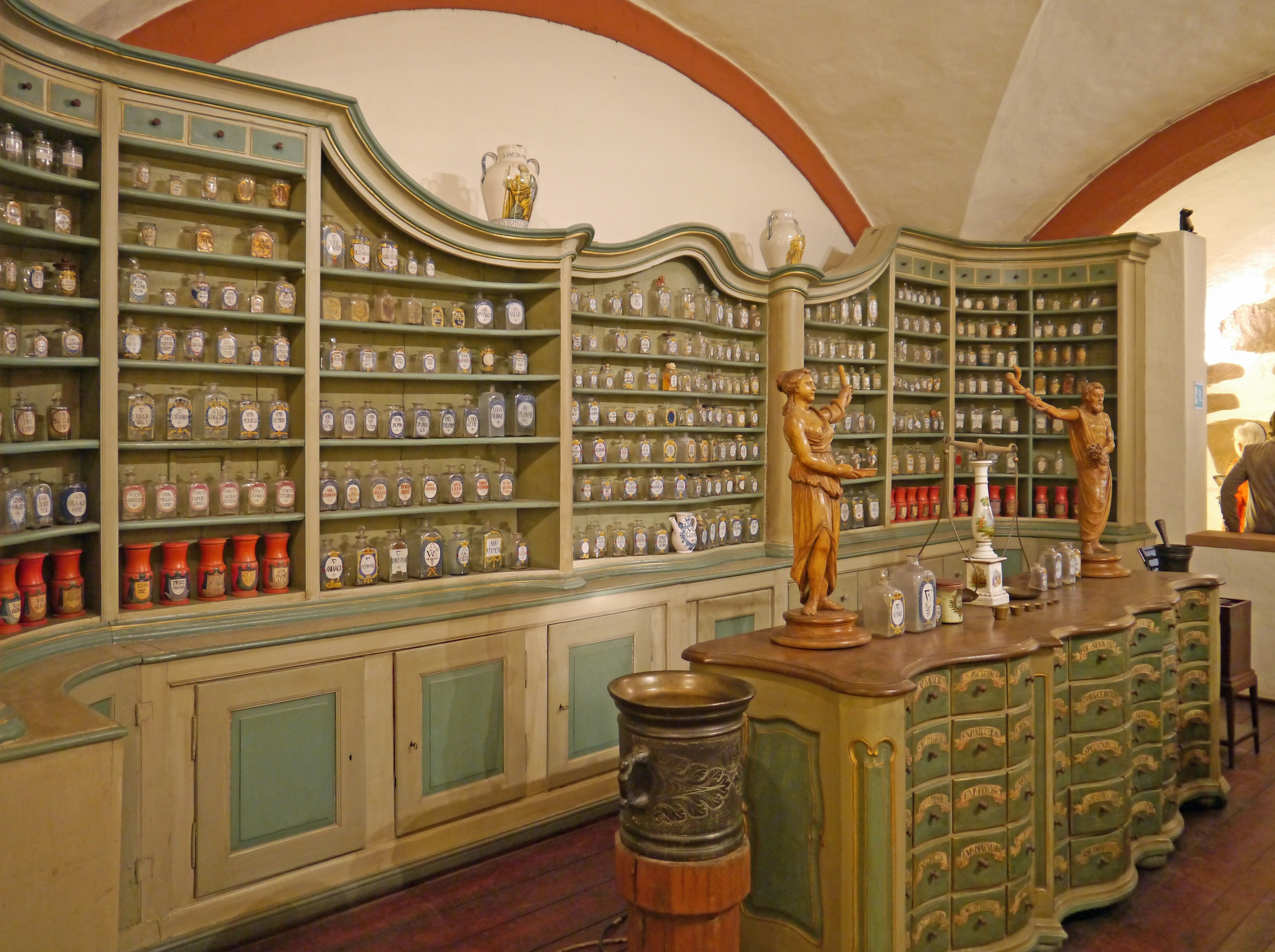
Barocke Offizin aus dem Kloster Schwarzach, heute im Deutschen Apothekenmuseum

Das von Graf Ruthard um 748/749 auf einer damaligen Rheininsel zwischen Drusenheim und Stollhofen gegründete Kloster Arnulfsau wurde später hierher verlegt. In der Ende des 9. Jahrhunderts geschriebenen Pirminsvita wird Suarzaha (Schwarzach) als Gründung Pirmins genannt. Die älteste erhaltene Erwähnung des Klosters stammt von 826. Ab wann der Ort Schwarzach am Kloster entstand, lässt sich nicht zweifelsfrei feststellen.
Ein bedeutendes kunsthistorisches Zeugnis ist das Schwarzacher Köpfchen, eine kleine bemalte Glasscheibe, die bei archäologischen Ausgrabungen im Münster Schwarzach in den 1960er Jahren zu Tage kam. Sie wird auf das Ende des 10. Jahrhunderts datiert, wurde im Kloster Reichenau geschaffen und gilt als die älteste erhaltene figürliche Glasmalerei in Europa. Sie befindet sich heute im Badischen Landesmuseum Karlsruhe.
Nach der Zerstörung des karolingischen Vorgängerbaus des Straßburger Münsters übergab 1014 Kaiser Heinrich II. das Kloster an Werner I. von Habsburg, Bischof von Straßburg, um den Neubau zu finanzieren.
1032 gab König Konrad II. das Kloster als Lehen an die Bischöfe von Speyer, die das Kloster finanziell ausbeuteten. Erst Heinrich IV. entließ das Kloster aus der Lehensabhängigkeit von Speyer. Für 1143 meldet die Geschichtsschreibung die Ankunft eines neuen Abts, Konrad aus Hirsau. Seinen Maßnahmen bzw. denen seines Nachfolgers Hiltibert könnte man den Beginn des heute bestehenden Kirchenbaus im Sinne der Hirsauer Reform zuschreiben. Im 13. Jahrhundert musste sich die Abtei mit ihren Vögten, vor allem den Rittern von Windeck, auseinandersetzen. Später lagen die Vogteirecht des Klosters bei den Herren von Lichtenberg.
Die weitere herrschaftliche Zuordnung des Klosters ist schwierig. Gegen die von den Markgrafen von Baden aus ihrer seit 1422 bestehenden Schutzherrschaft über das Kloster abgeleiteten landesherrlichen Rechte klagte das Kloster über die Jahrhunderte. Ein Prozess vor dem Reichskammergericht in Wetzlar wurde bis zum Ende des Klosters nicht entschieden. Das Kloster musste durch den Bauernkrieg 1525 und den Dreißigjährigen Krieg Zerstörungen erdulden. 1653 erfolgte die Übertragung der Gebeine der Heiligen Rufina nach Schwarzach, was ein Wiederaufleben des klösterlichen Lebens bewirkte. Das Kloster wurde auch im Pfälzischen Erbfolgekrieg 1688–1697 beschädigt, aber bereits um 1724/32 nach Plänen von Peter Thumb in barockem Stil umso prächtiger erneuert. 1802/03 beendete die Säkularisation die Existenz des Klosters Schwarzach; Baden übernahm Besitz und Gebäudekomplex. Teile der Abtsjuwelen wurden in der badischen Krone weiterverwendet. Von der ehemaligen Klosteranlage sind außer der Kirche nur noch einige Verwaltungs- und Wirtschaftsgebäude mit dem Klosterportal aus den Jahren 1761 bis 1790 vorhanden.

## Kirche
Die ehemalige Klosterkirche ist heute Pfarrkirche der römisch-katholischen Seelsorgeeinheit (Kirchengemeinde) Rheinmünster/Lichtenau im Dekanat Karlsruhe der Erzdiözese Freiburg.

### Baugeschichte
Der heute erhaltene Kirchenbau, „das späteste Beispiel der Hirsauer Bauschule“, wurde als – nach den Ergebnissen archäologischer Untersuchungen in den 1960er Jahren – bereits vierte Kirche an dieser Stelle errichtet. Dabei ist das genaue Baudatum mangels schriftlicher Quellen unbekannt. Wissenschaftlich weitgehend etabliert ist eine aus ähnlichen Bauten erschlossene, baustilistische Spätdatierung um 1220/30.
Bei genauer Betrachtung zeigt sich, dass das Kirchengebäude nicht einheitlich in einem Zug errichtet ist, sondern das Ergebnis mehrerer Planwechsel und „Teilphasen“ ist. Deutliche Zeichen hierfür sind die verschiedenen Baumaterialien der Fassaden sowie eine „Trennlinie“ zwischen Langhaus und Ostteilen.
Auch nach der Fertigstellung wurde im Laufe der Jahrhunderte weitergebaut. Markanteste äußere Zeichen sind der später hinzugekommene Vierungsturm sowie die im 18. Jahrhundert im Zuge einer großen barocken Klostermodernisierung verbreiterten Seitenschiffe.
Die heutige äußere und innere Gestalt der ehemaligen Klosterkirche blendet die nachromanische Baugeschichte weitgehend aus, weil sie ein stilreines Bild der romanischen Architektur vermitteln soll, das auf einen von dem Karlsruher Bauforscher Arnold Tschira geleiteten Umbau mit einer durchgreifenden Purifizierung von 1964–1969 zurückgeht. Tschira ließ u. a. die barocken Seitenschiffe abreißen und romanisierend rekonstruieren und unternahm den Versuch einer Wiederherstellung der ursprünglichen roten Innenfarbigkeit. Dafür wurde die neoromanische Innenausstattung der von Josef Durm 1887–1897 geleiteten Restaurierung weitgehend entfernt.

### Das Gebäude
Die Kirche ist der einzige in Backstein ausgeführte Großbau der Romanik am Oberrhein. An der Ostseite erkennt man, dass die frühesten Bauteile aus rotem Sandstein errichtet sind, doch auf halber Höhe wechselt das Material zu Backstein. Die Westfassade dagegen ist wieder vollständig aus Sandstein. An ihrer Wand sieht man zudem die Ansätze einer Vorhalle.
Das Westportal hat ein Tympanon mit Christus zwischen den Aposteln Petrus und Paulus. Das Langhaus der flachgedeckten Säulenbasilika zeigt reichgeschmückte Würfel- und Kelchblockkapitelle, wie sie in der zweiten Hälfte des 12. Jahrhunderts im Umfeld von Worms und Straßburg oft zu sehen sind. Lediglich das Altarhaus ist kreuzrippengewölbt. Die Seitenschiffe des Altarhaues enden in Apsiden; ursprünglich waren an den Querarmen noch zwei weitere Apsiden angebaut, so dass eine eindrucksvolle Ostansicht mit einem Staffelchor aus fünf Apsiden entstand (rekonstruiert). Ähnliche Grund- und Aufrisse zeigen die Kirchen reformorientierter Benediktinerklöster etwa in Gengenbach, Hirsau und Alpirsbach.
Die stark verjüngten Säulen im Innenraum auf mächtigen, mit Eckknollen ausgestatteten Basen und Kelchblock- sowie Polsterkapitellen weisen ebenso wie die zugespitzten Vierungsbögen auf die spätromanische Entstehungszeit hin. Ein Pfeiler am Ostende der Arkade deutet den »chorus minor« an. Gotische Spitzbögen finden sich an den Schallfenstern des später entstandenen Vierungsturms. Das Chorgestühl, Nebenaltäre sowie der jetzt im nördlichen Querhausarm stehende große Hochaltar stammen ursprünglich aus der barocken Ausstattungsphase der Kirche und sind während der großen Umbaumaßnahme in den 1960er Jahren verändert und versetzt worden.

Bildergalerie
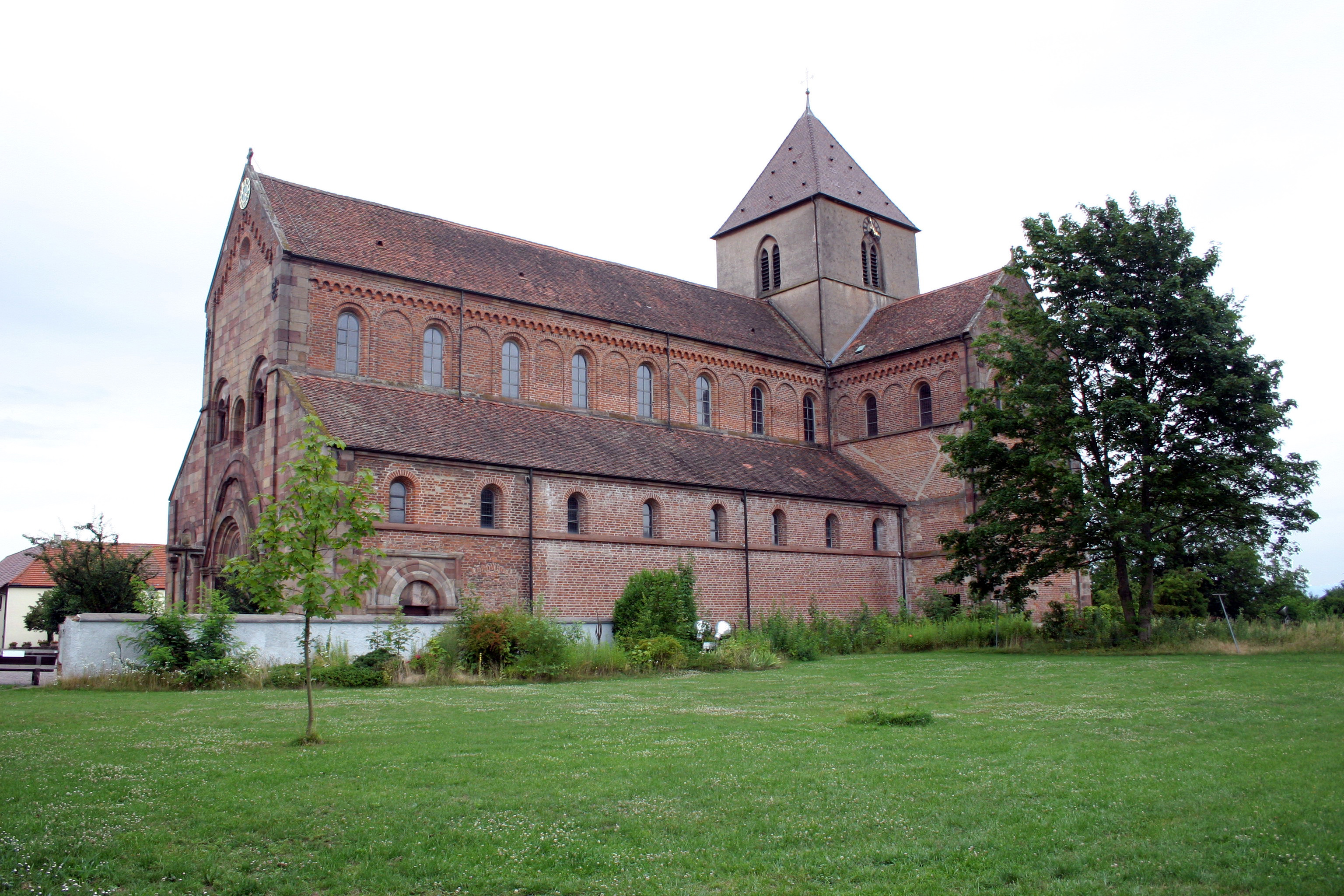
Kirche von Südwesten (Aufnahme 2005)
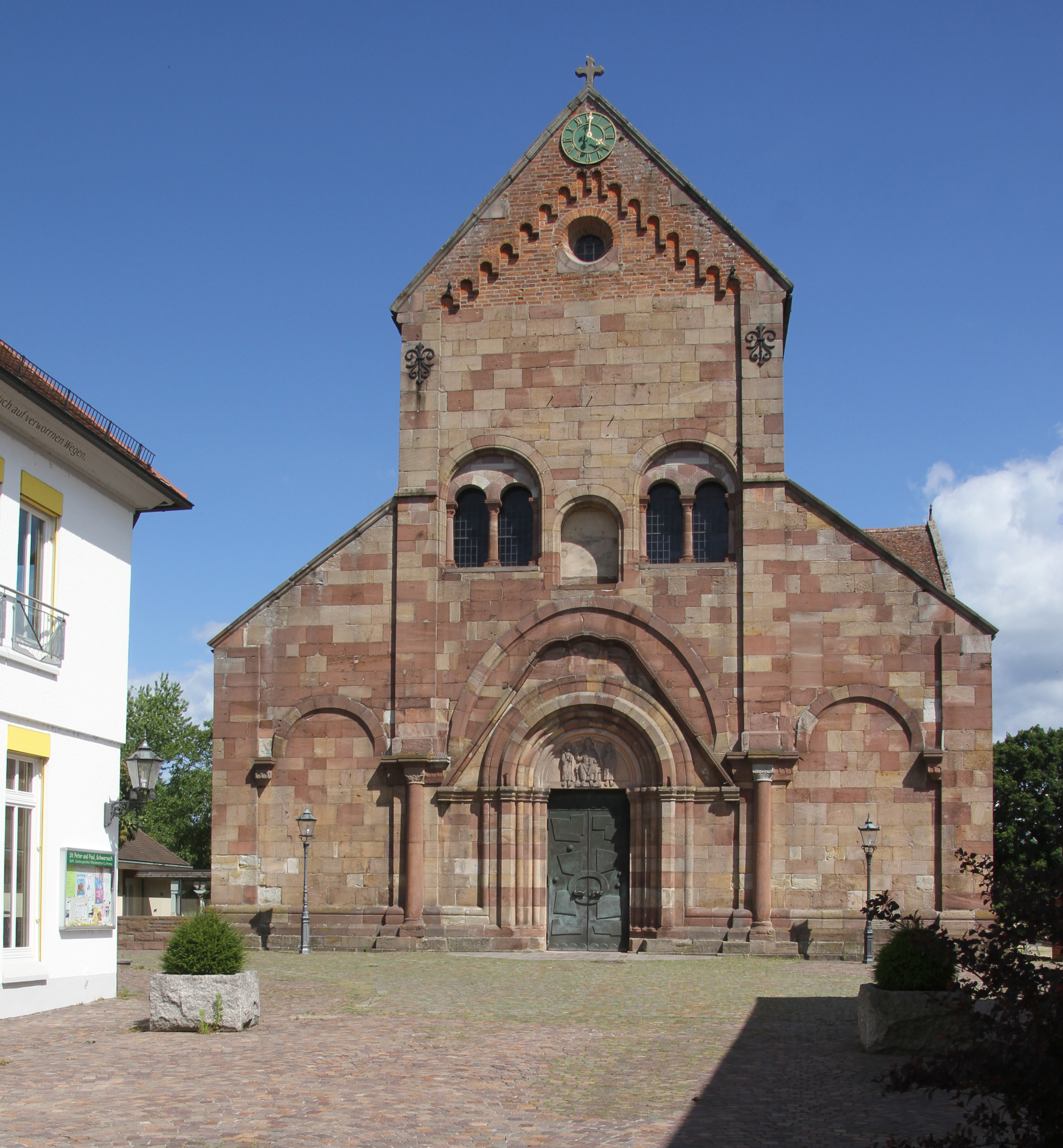
Westfassade (Aufnahme 2019)
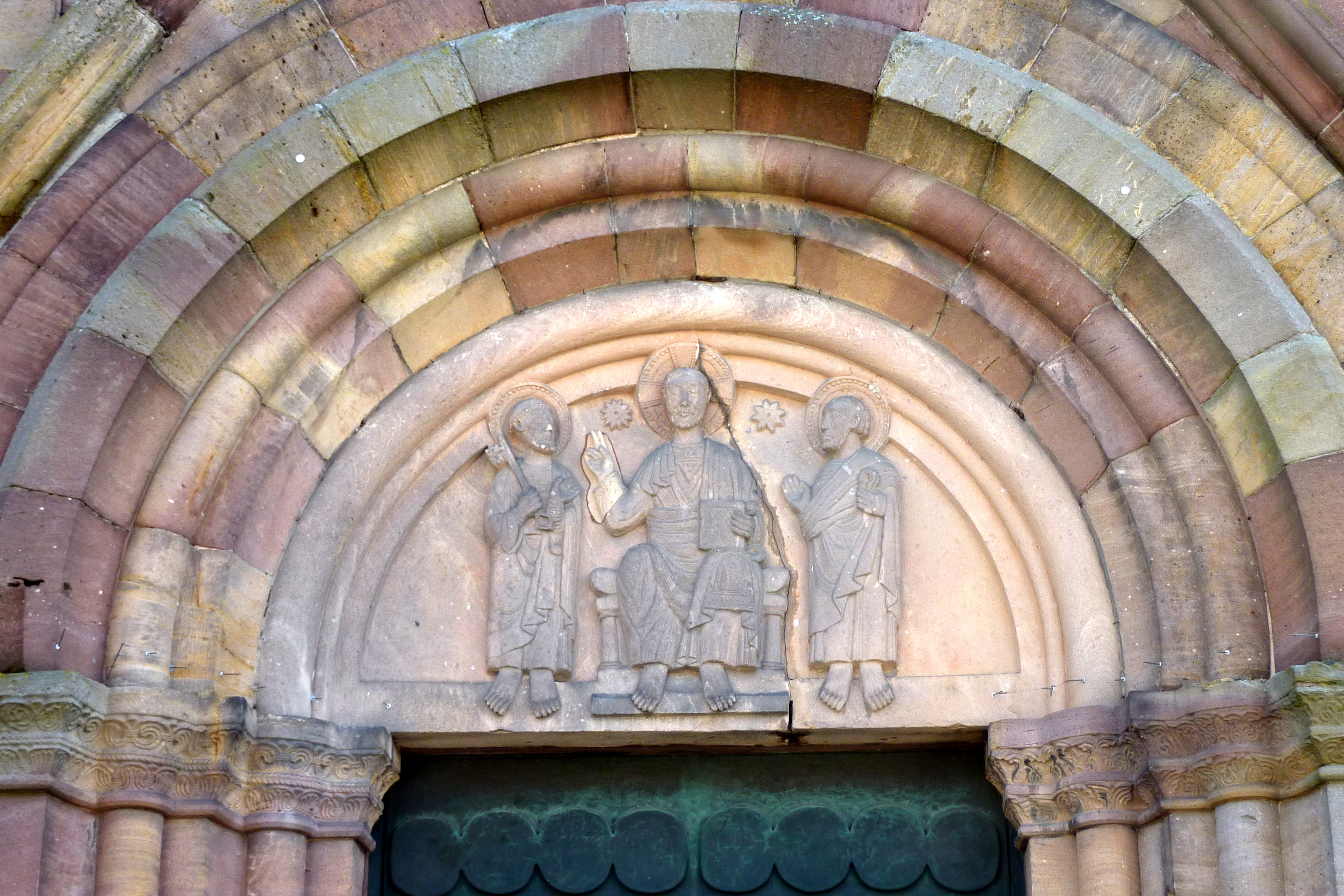
Tympanon am Westportal
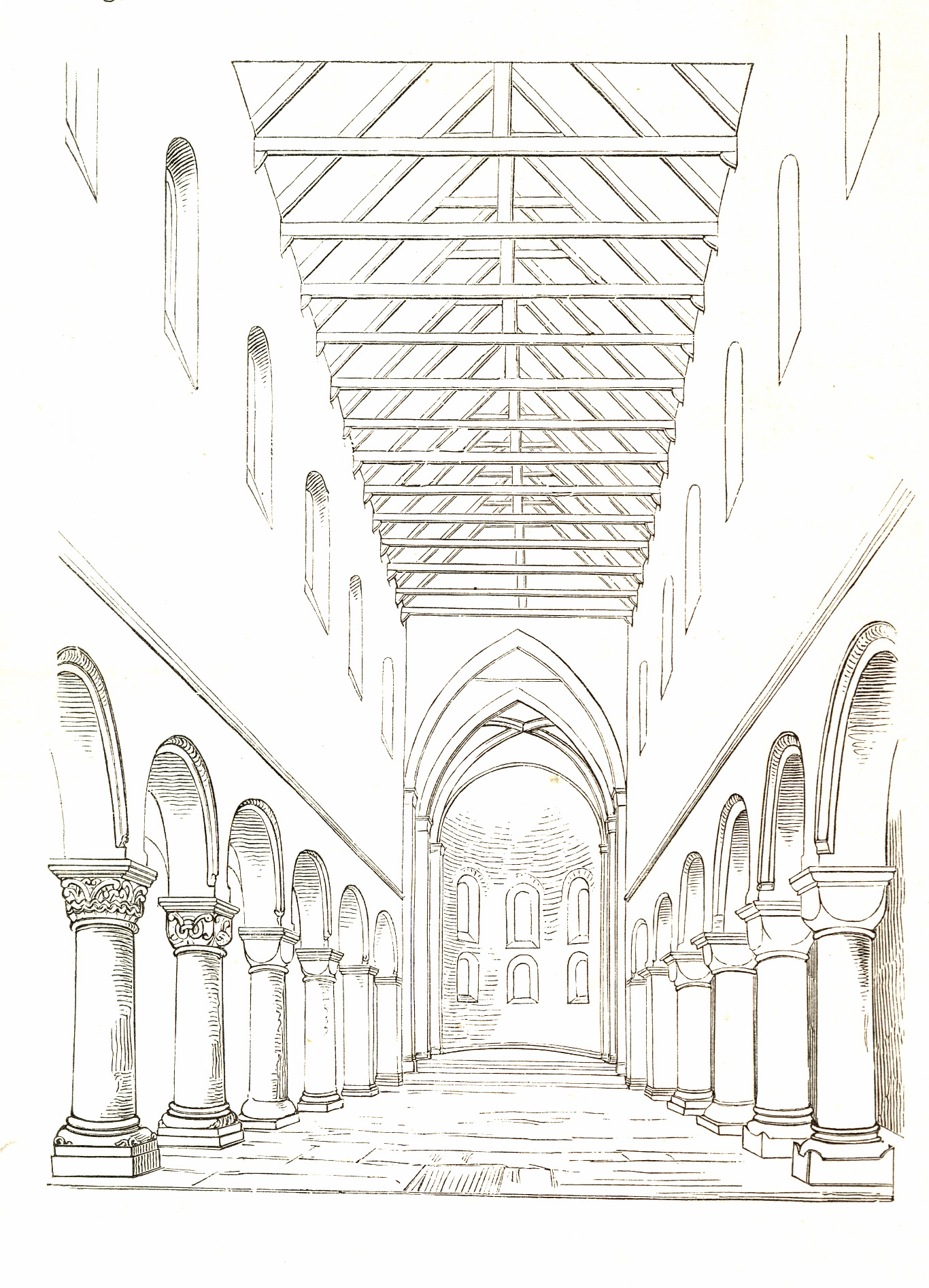
Blick durch das Mittelschiff nach Osten, purifizierende Zeichnung von August Essenwein, Mitte 19. Jahrhundert
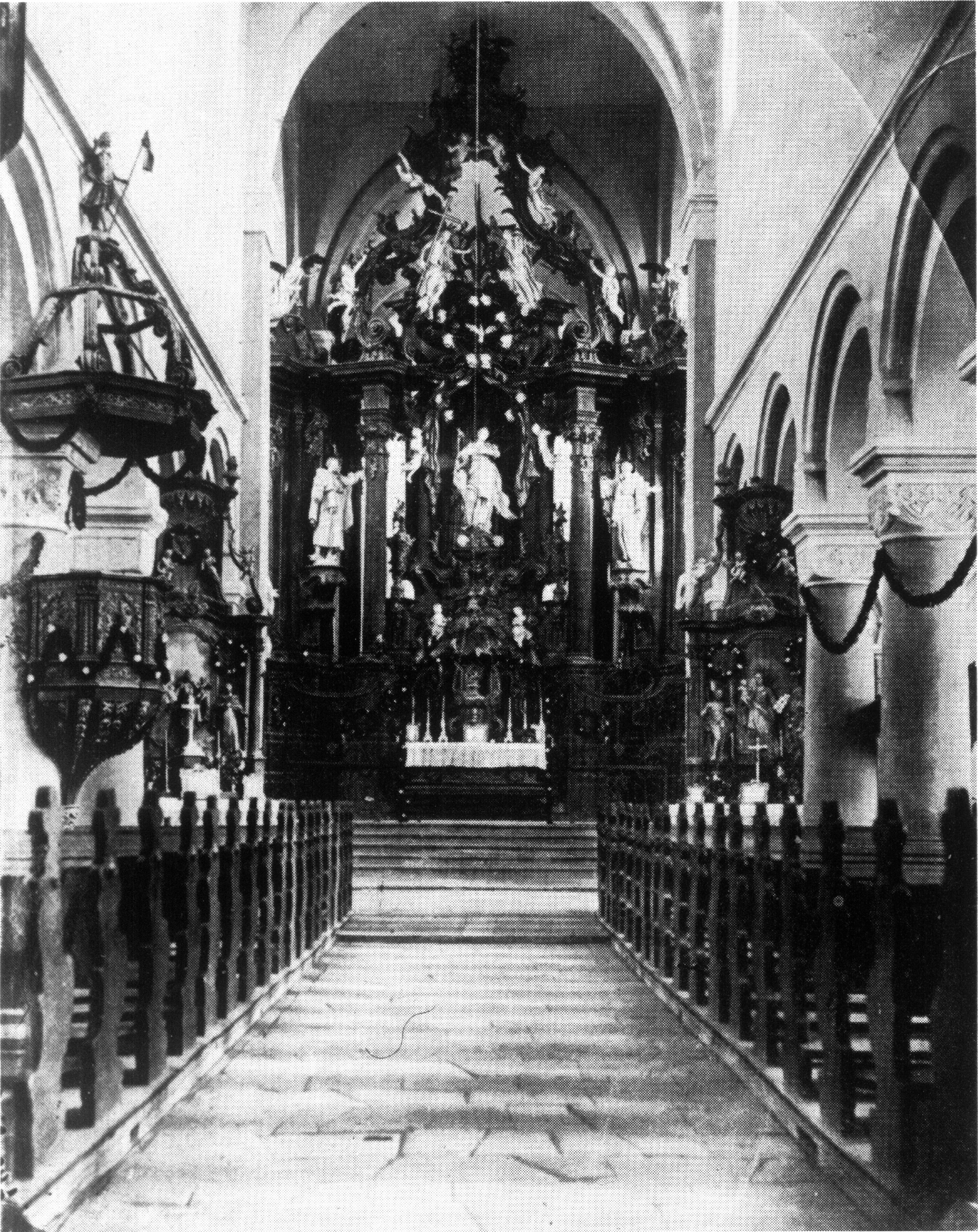
Innenansicht nach Osten, noch mit den barocken Ausstattungsstücken Hochaltar, Nebenaltären, Kanzel und Gestühl (1888)
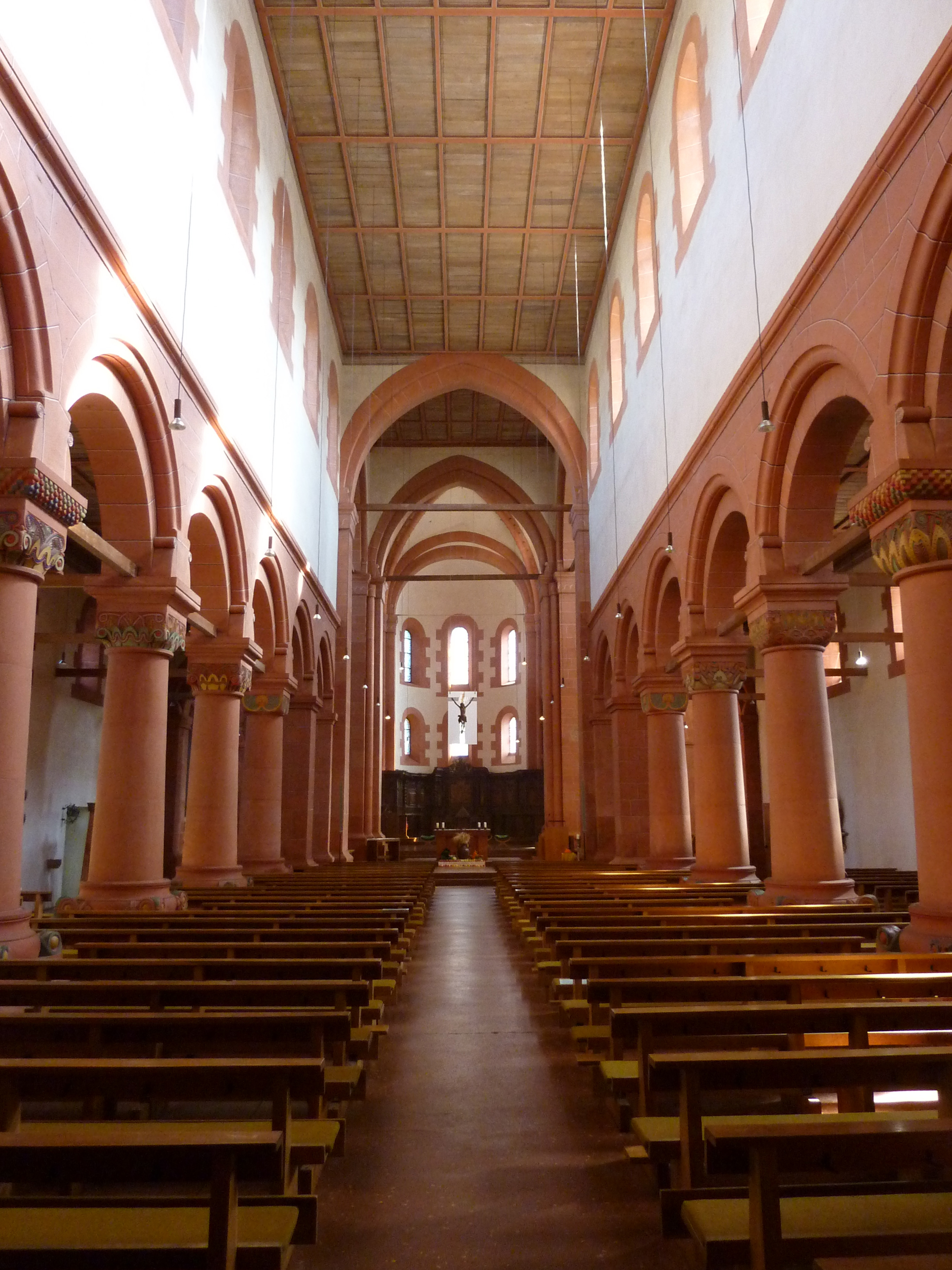
Blick durch das Mittelschiff zum Chor im Osten (Aufnahme 2014)
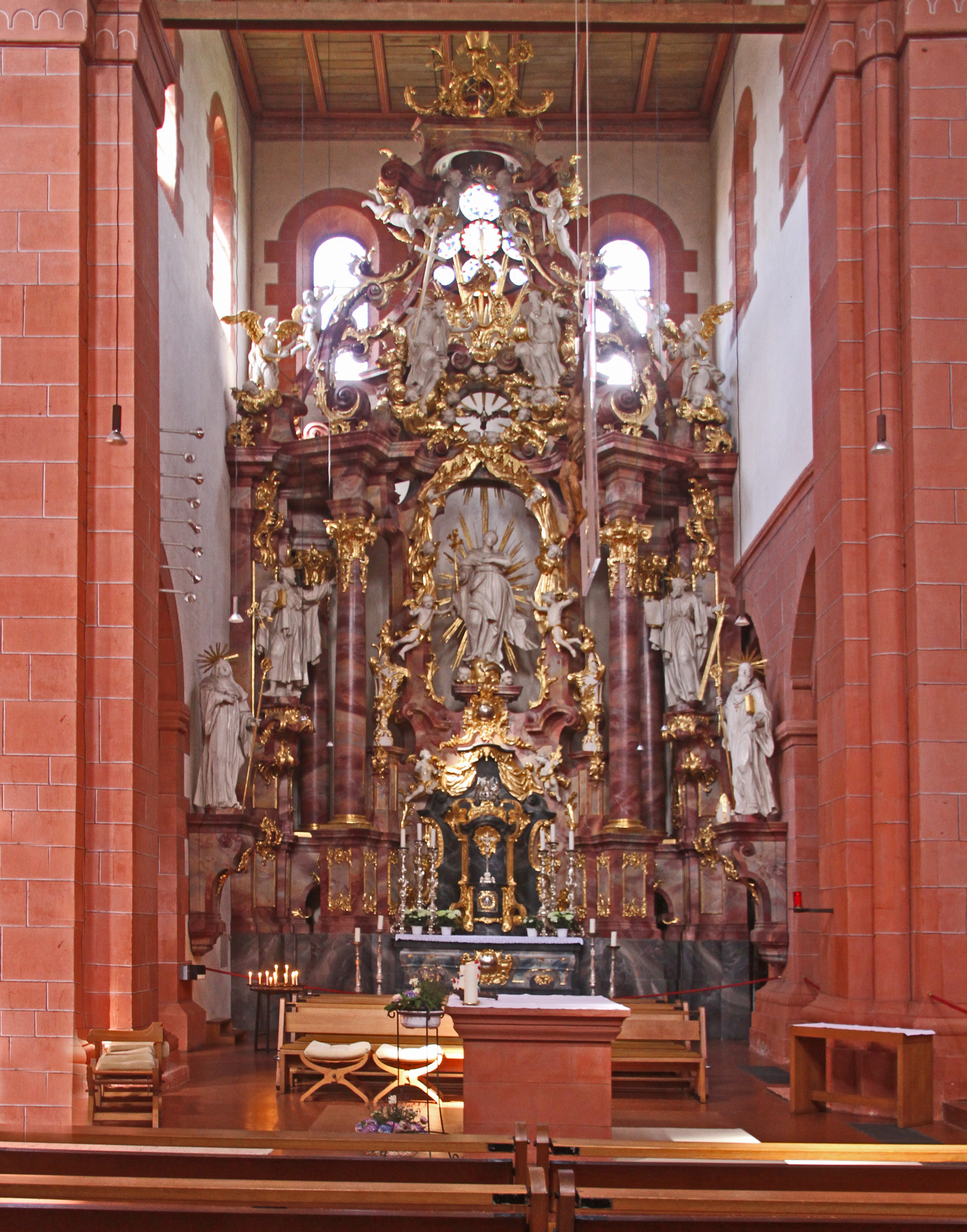
Barocker Hochaltar, heute gestutzt vor der nördlichen Querhauswand (Aufnahme 2019)
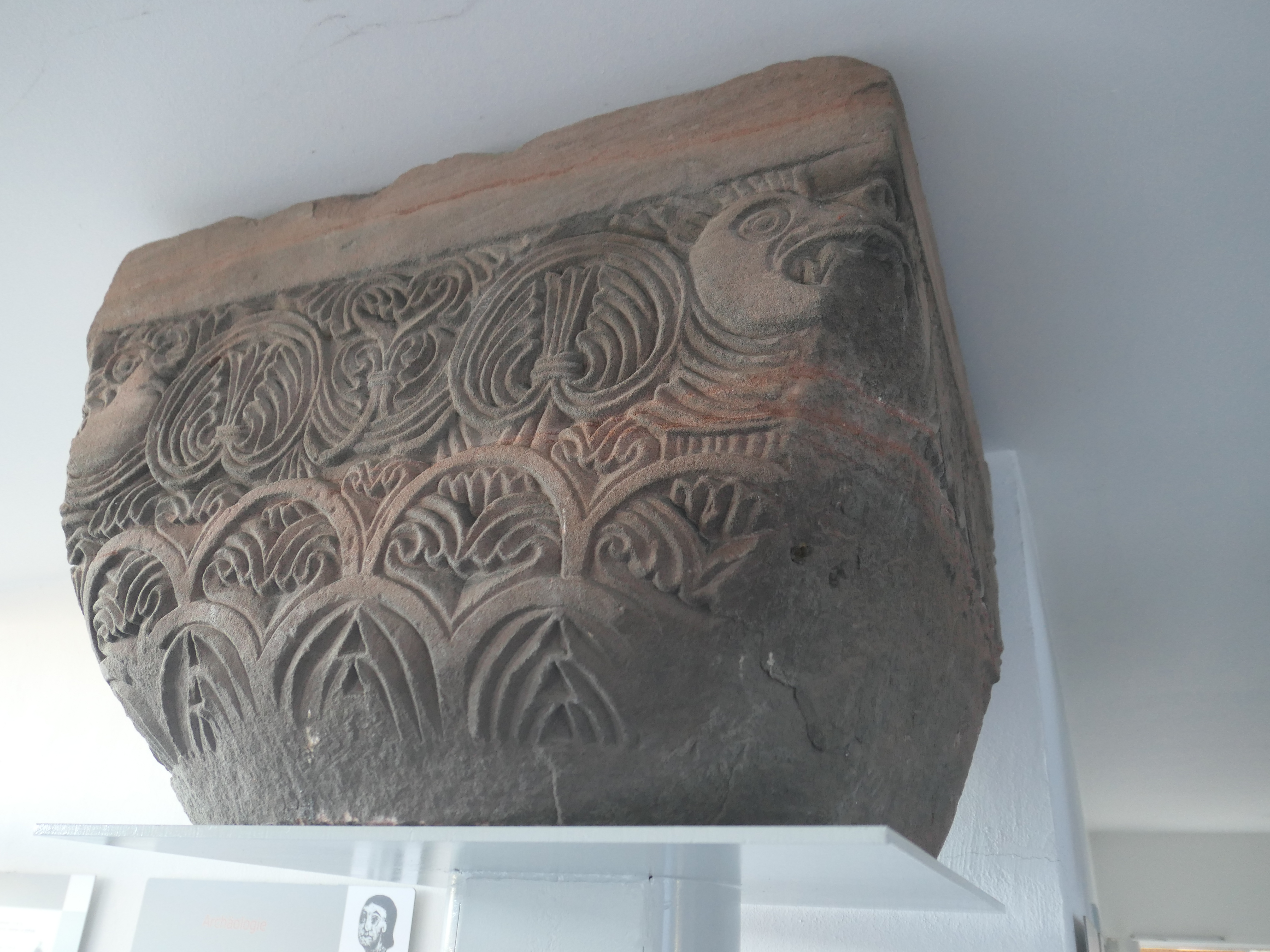
Originales Kapitell, im Lapidarium neben der Kirche
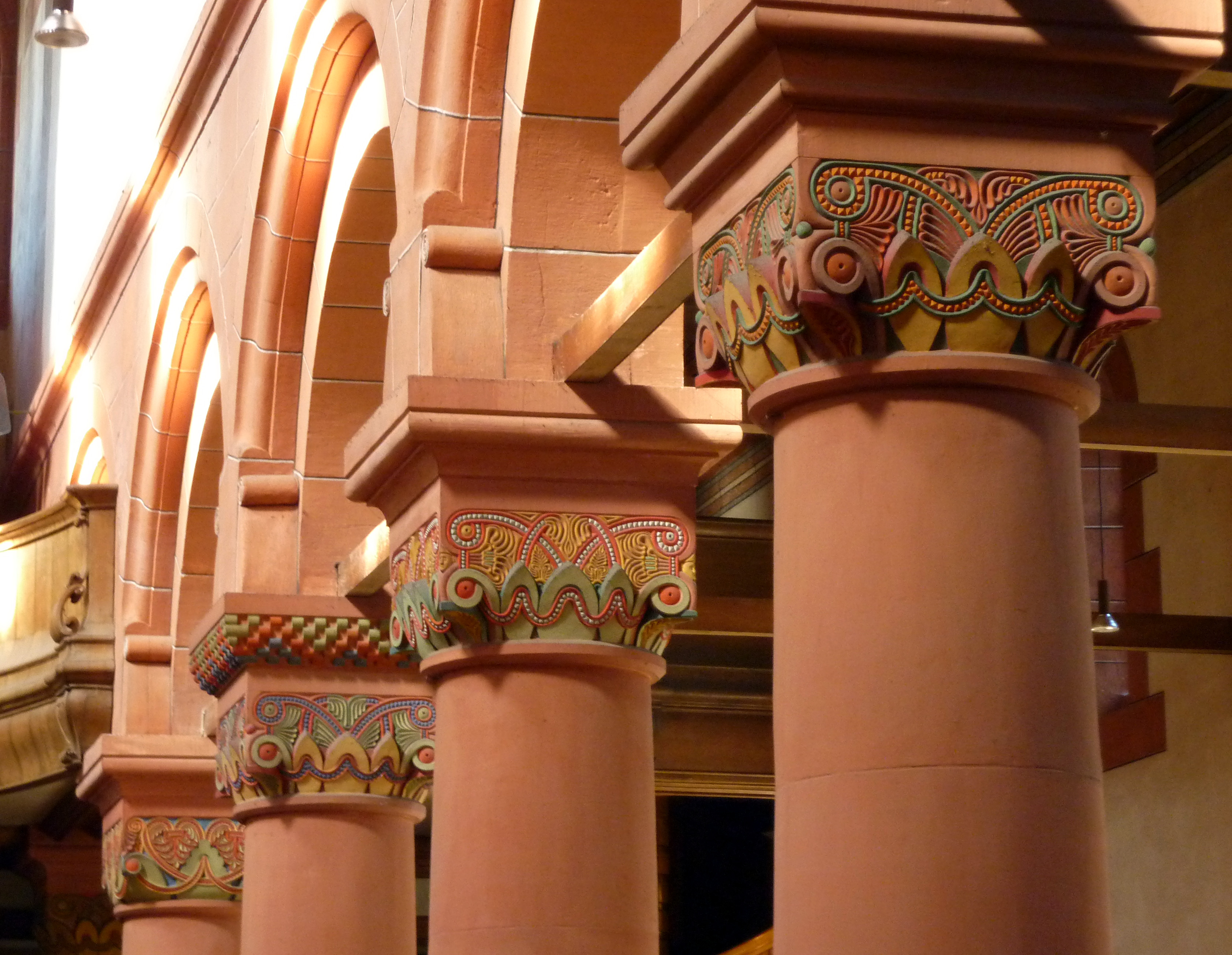
Rekonstruiert farbige Kapitelle und hölzerne Zugbalken (Aufnahme 2014)
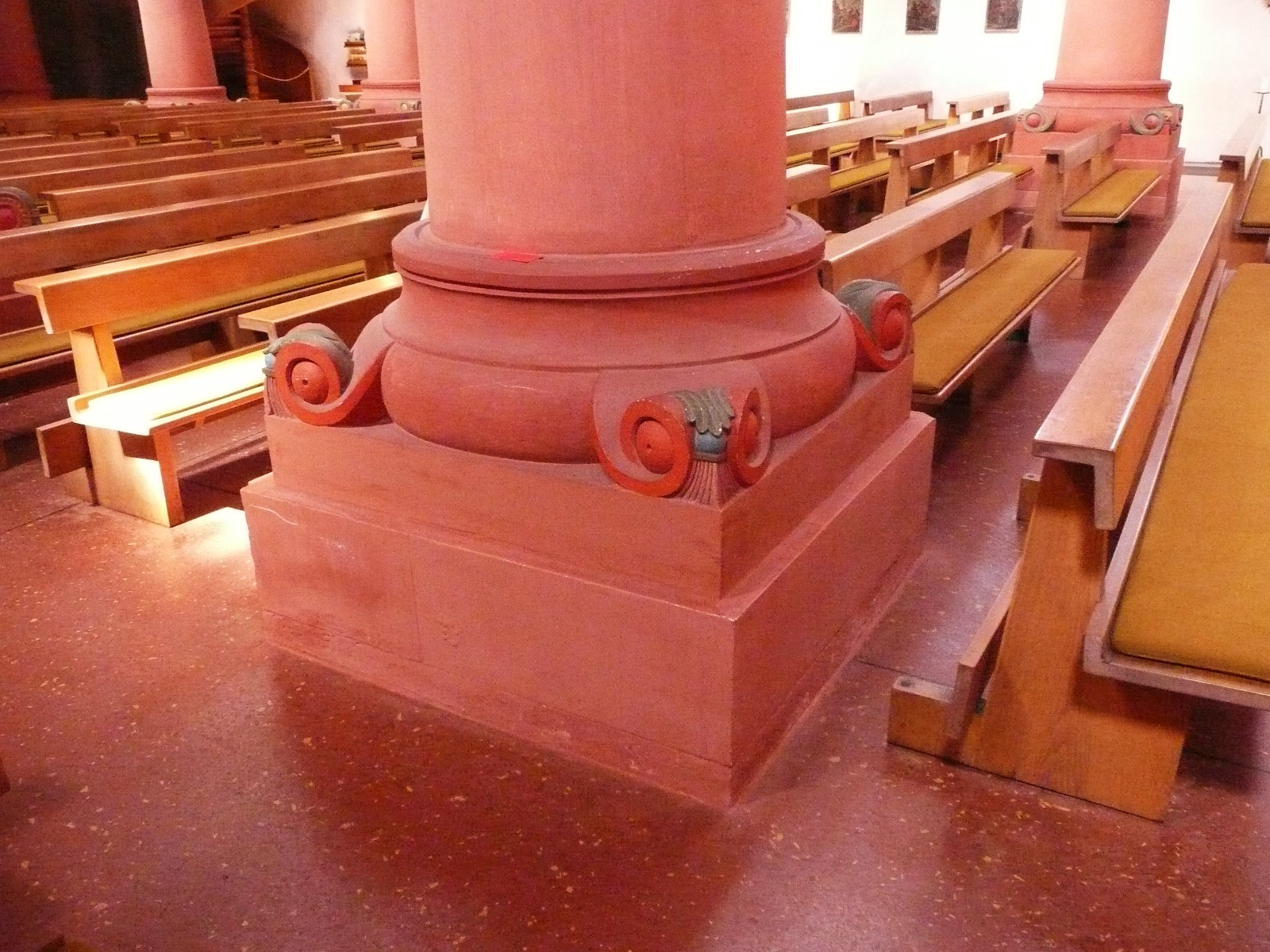
Säulenbasis mir phantasievoll rekonstruierter Eckzier

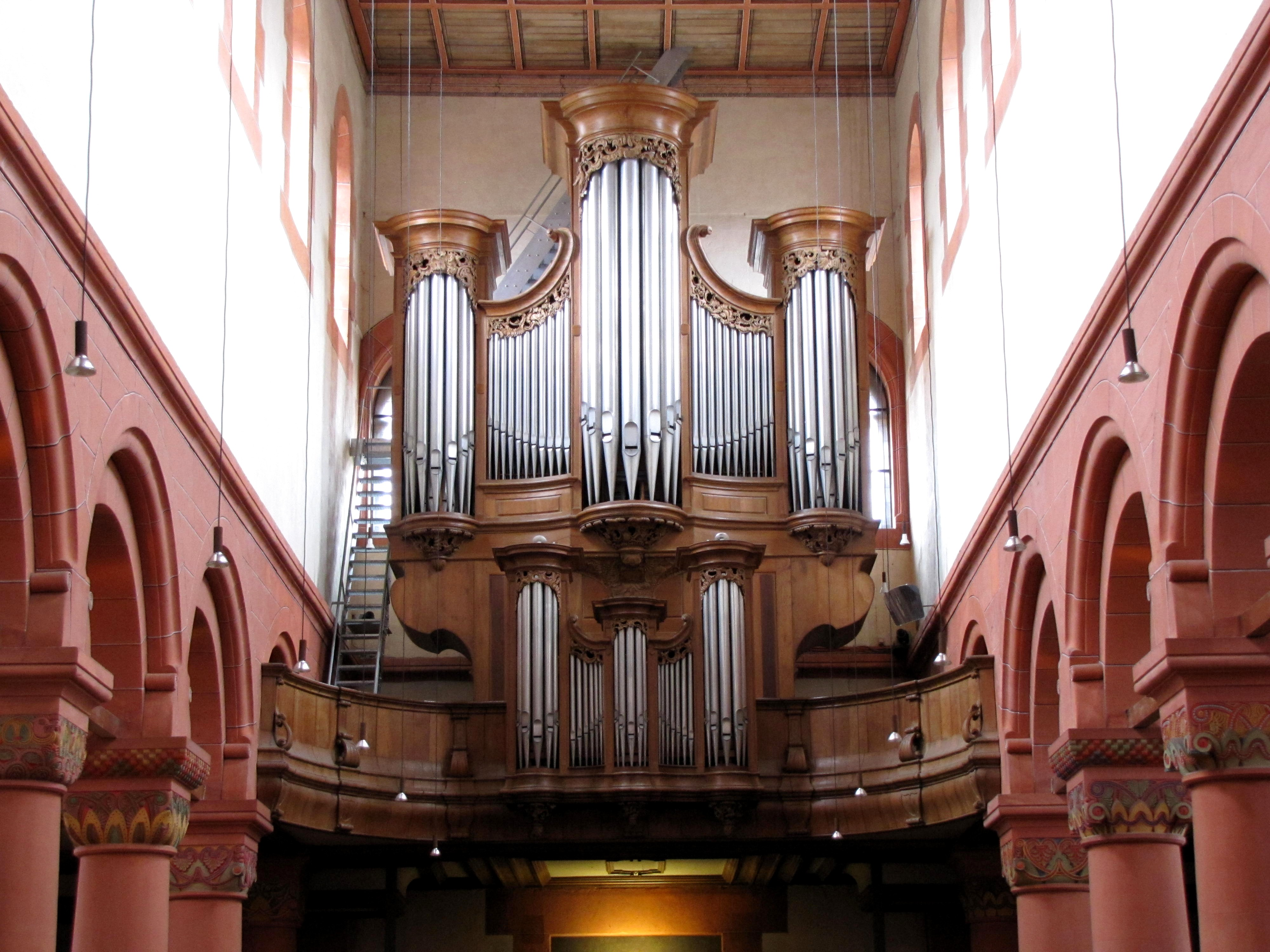
Hauptorgel Westempore

### Orgeln
Auf der Westempore befindet sich in einem barocken Rohrer-Gehäuse aus dem Jahr 1758 eine Orgel, die 1969 als Opus 1373 von der Firma Klais Orgelbau eingebaut wurde. Sie verfügt über 42 Register auf drei Manualen und Pedal mit zwei Spieltischen. Vorgängerinstrumente waren eine 1896 von Heinrich Volt & Söhne im gleichen Gehäuse eingebaute Orgel und die ursprüngliche Barockorgel von 1758 des Orgelbauers Johann Georg Rohrer.
Als zweites Instrument hat die Kirche eine Chororgel zur Verfügung, die ebenfalls von der Firma Klais stammt und als Opus 1491 im Jahr 1971 entstand. Diese Orgel hat sechs Register und ist nur von dem zweiten Generalspieltisch aus mechanisch anspielbar und besitzt keinen eigenen Spieltisch. Die mechanischen Registerzüge befinden sich im Rücken des Organisten am Gehäuse der Chororgel.

### Glocken
Im Vierungsturm hängt ein Glockengeläut von sieben Glocken aus Bronze. Fünf der sieben Glocken goss Friedrich Wilhelm Schilling 1953 in Heidelberg, aus der Karlsruher Glockengießerei kommen die Glocken 1 (1985) und 6 (1920). Letztere hatte als einzige Glocke die Metallablieferungen zu Kriegszwecken während des Zweiten Weltkriegs überstanden.
| Glocke | Name               | Durchmesser | Gewicht | Schlagton |
| ------ | ------------------ | ----------- | ------- | --------- |
| 1      | Sancte Benedicte   | 1500 mm     | 2370 kg | c′+3      |
| 2      | St. Peter und Paul | 1140 mm     | 1029 kg | f′+2      |
| 3      | St. Rufina         | 0962 mm     | 0578 kg | as′+2     |
| 4      | St. Maria          | 0855 mm     | 0398 kg | b′+2      |
| 5      | St. Nikolaus       | 0750 mm     | 0271 kg | c″+2      |
| 6      | Schutzengel        | 0636 mm     | 0139 kg | es″+2     |
| 7      | St. Josef          | 0550 mm     | 0112 kg | f″+2      |

Alle diese Glocken sind in den Uhrschlag der Turmuhr einbezogen. Glocke 1 schlägt die Stunde, die anderen Glocken schlagen zur Viertelstunde. In der Giebelspitze der Westfassade und auf der Südseite des Vierungsturms befindet sich jeweils ein Zifferblatt.
Eine weitere kleine Glocke befindet sich in der Kirche: Die historische St. Joseph-und-Anna-Glocke mit dem Schlagton des″+4 wurde 1699 von Stephane Arnolt und Pierre Bernard aus Levécourt gegossen, wiegt bei einem Durchmesser von 700 mm etwa 200 kg und wird als Sakristeiglocke genutzt.

## Liste der Äbte
- Agoaldus, Konventuale aus dem Kloster St. Gallen, 714
- Soroardus (nicht gesichert, genannt 744)
- Lupus
- Bruningus
- Alberichus
- Ebronius
- Job, aus dem Kloster St. Gallen
- Wido von Arnolfesaue (unsicher)
- Waldo auch Waldus, 860
- Wulfold, 994
- Counrad, 1144 (1141?) aus dem Kloster Hirsau
- Reinfrid 1192, 1207
- Burcard, 1209, 1229
- Johannes, 1230
- Conrad, (?) 1246
- Eberhard, 1246, 1259
- Anshelm, 1257, 1273
- Diether, 1279, 1294
- Nibelung, 1295, 1305
- Johans, 1327, 1337
- Reinhard von Windeck (Reinher), 1340, 1357
- Heinricus von Grosstein, 1358
- Falko von Staulhoven, 1359 bis 1391 (1395 ?)
- Krafft von Gamburg, 1396 bis 1413
- Cunrad von Sigoltzheim, 1413, 1419 (1425?)
- Conrad Schönberger, 1427 bis 1454
- Joanes, 1456
- Diebolt, 1457, 1466
- Jacob von Reichenbach, 1467 bis 1513
- Conrad von Strassburg, 1514 bis 1520
- Johannes Gutbrot, 1520 bis 1548
- Martin Schimpfer von Baden, 1548 bis 1569, auch Abt vom Kloster Schuttern von 1557 bis 1563[15]
- Michel Schwan, 1570 bis 1571 (lutherisch durch Anordnung?)
- Johan Caspar Brunner, Konventual aus Kloster Gengenbach, 1571 bis 1590
- Georg Döltzer, 1590 bis 1622
- Christoph Mayer, 1622 bis 1636
- Caspar Schön, 1636 bis 1638
- Jacob Oberwein, 1638 bis 1643
- Vincent Haug, Abt von Kloster Schuttern, 1643 bis 1649
- voriger setzt den Placidus Rauber, dieser war von 1641 bis 1648 Abt im Kloster Lorch, davor Grosskeller aus dem Kloster St. Blasien als Abt ein, gest. 1660
- Gallus Wagner, Professor, Grosskeller und Prior aus dem Kloster Rheinau, übernimmt von 1660 bis 1691
- Joachim Meyer, 1691 bis 1711
- Bernhard Steinmetz, 1711 bis 1729
- Coelestin Stehling, bis 1734
- Bernard II., Beck, 1734 bis 1773
- Anselm II. Gaugler, resigniert 1790, † 1808
- Hieronymus Krieg, kanonisch gewählt 1803, † 1820 in Rastatt